# 利特罗月溪

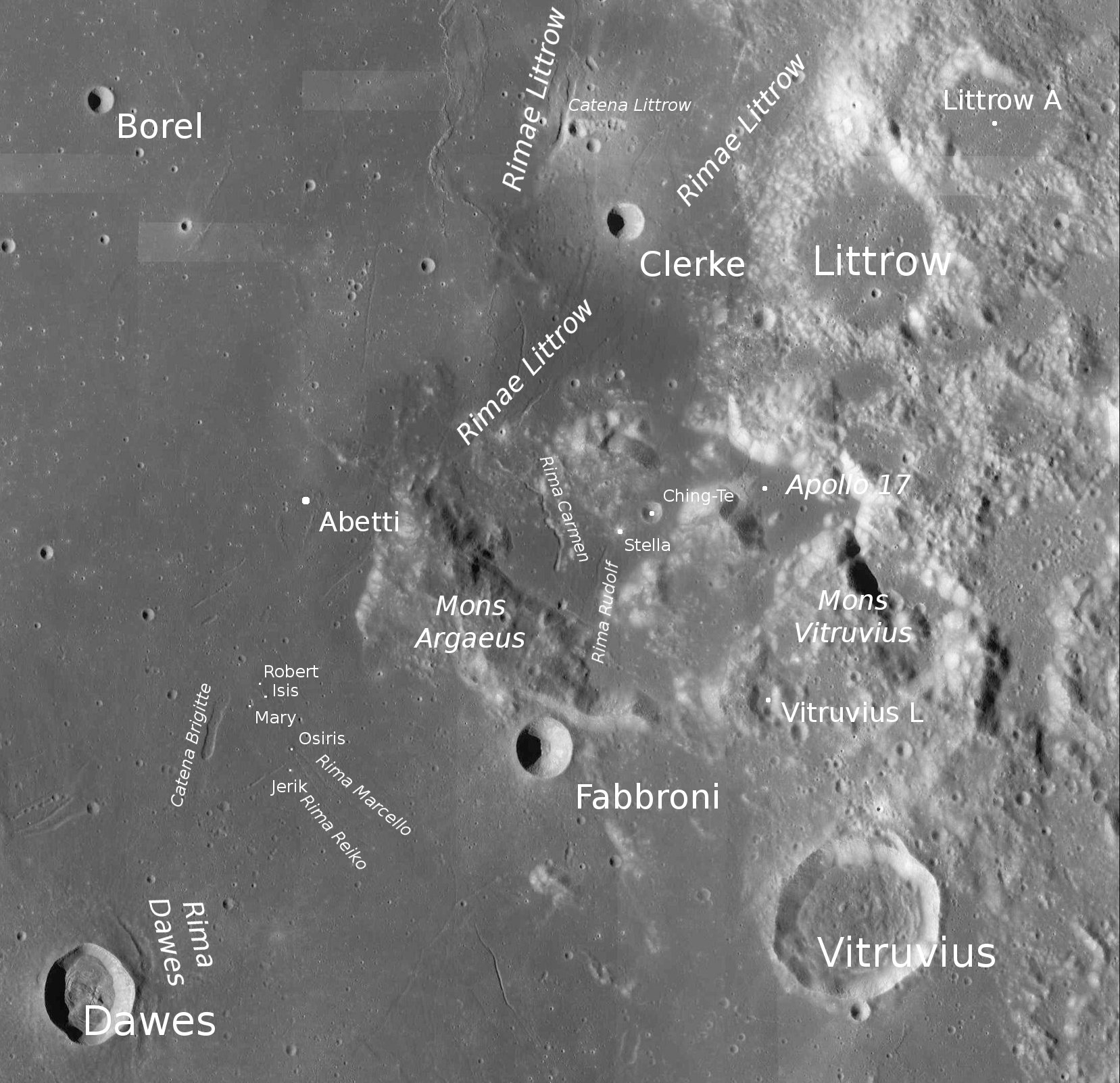
利特罗陨石坑的周边，月球勘测轨道飞行器拍摄。

利特罗月溪（Rimae Littrow）是月球正面位于利特罗陨石坑西北侧的澄海表面上一系列蜿蜒交叉的沟槽，它得名于所靠近的利特罗陨石坑。从该陨坑的西北向西南延伸，最大长度约有165公里，涵盖区域南北横跨4.37度、东西相距3.46度，其中心月面坐标为22°28′N 30°28′E / 22.47°N 30.47°E。

## 另请参阅
- 鲁克尔, 安东宁. . 布拉格: 阿文蒂诺. 1991. ISBN 80-85277-10-7.

## 相关文章
- 月球表面特征列表